# Ransomware as a Service
RaaS（Ransomware as a Service）とは、サービスとして提供されるランサムウェアやその提供形態のこと。サービス利用者は、容易にランサムウェアを作成し、攻撃に使用できる。サイバー犯罪版のSaaS(Software as a Service)である。
RaaSにより、本来高度な技術的知識を必要とするランサムウェア攻撃が、誰でも比較的容易に実行できるため、問題視されている。

## 収益モデル
月額サブスクリプション、アフィリエイト・プログラム、一度だけのライセンス料、プロフィットシェアリングなどの形態がある。利用者向けに、感染状況、支払い、暗号化ファイルといった、ターゲットの状況を追えるポータルを提供している業者もある。合法的なSaaSと同様のサポートも提供している。
RaaS市場は競争が激しく、販促キャンペーンを打つ業者や合法的なサービスを真似たウェブサイトを作る業者もある。2023年にはランサムウェアの被害総額は11億ドルを超えており、RaaSのビシネスモデルとしての成功がうかがえる。

## 恐喝の手口

### 二重恐喝
攻撃者はまず被害者のデータを暗号化する。そして、データの回復と引き換えに身代金の支払いを要求すると同時に、もし支払いを拒否した場合、データを外部に公開すると脅迫する。近年増加している手法である。

### 暗号化なしの恐喝
2021年頃から見られる新しい手法。暗号化を行わず、盗み出したデータのみを材料に脅迫を行う。

## RaaSの例

### SATAN
2017年1月から存在が確認されているRaaS。

### Dharma
2016年から存在が確認されているRaaS。主に中堅・中小企業がターゲットになっており、2020年時点では主にRDPに対する攻撃を行っている。

### DarkSide
2021年に行われたColonial Pipelineに対するランサムウェア攻撃に関与したRaaS。

### REvil
ロシア系のグループが運営するRaaS。

### Hive（英語版）
2021年〜2023年にかけて活動したRaaS。

### LockBit
2019年から活動を始めたRaaS。2022年には世界で最も活発なランサムウェア攻撃者グループであった。